# Egipte (província del Califat)
Egipte fou del 642 al 935 una província del Califat amb el breu parèntesi del govern tulúnida. Del 642 al 868 (just abans dels tulúnides) va tenir 99 governadors

## Llista de governadors
- Amr ibn al-As 642-646
- Abd-Al·lah ibn Sad 646-656
- Uqba ibn Àmir al-Juhaní 656
- Muhàmmad ibn Abi-Hudhayfa 656-657
- Qays ibn Sad ibn Ibada al-Ansarí 657
- Màlik ibn al-Hàrith an-Nakhaí al-Àixtar 657
- Muhàmmad ibn Abi-Bakr as-Siddiq 658
- Amr ibn al-As (segona vegada) 659-664
- Utba ibn Abi-Sufyan ibn Harb 664-665
- Uqba ibn Àmir al-Gahny Abu-l-Abbàs "el Ferotge" 665-667
- Múslima ibn Màkhlad al-Ansarí 667-682
- Saïd ibn Yazid ibn Àlqama al-Azdí 682-684
- Abd-ar-Rahman ibn Utba al-Fihrí 684
- Abd-al-Aziz ibn Marwan 684-705
- Abd-Al·lah ibn Abd-al-Màlik ibn Marwan 705-709
- Qurra ibn Xàriq al-Absí 709-714
- Abd-al-Màlik ibn Rifà al-Fahmí 714-717
- Ayyub ibn Xarhabil 717-720
- Bixr ibn Safwan al-Kalbí 720-721
- Hàndhala ibn Safwan al-Kalbí 721-724
- Muhàmmad ibn Abd-al-Màlik ibn Marwan 724
- Al-Hurr ibn Yússuf 724-727
- Abd-al-Màlik ibn Rifà al-Fahmí (segona vegada) 727
- Hafs ibn al-Walid 727
- Al-Walid ibn Rifà ibn Thàbit al-Fahmí 727-7??
- Ubayd-Al·lah ibn al-Habhab as-Saluli 7??-734
- Al-Kasim ibn Ubayd Allah 734-735
- Abd-ar-Rahman ibn Khàlid al-Fahmí 735
- Hàndhala ibn Safwan al-Kalbí (segona vegada) 735-741
- Hafs ibn al-Walid ibn Yússuf al-Hadramí 741-744
- Hàssan ibn Atahya 744
- Hafs ibn al-Walid ibn Yússuf al-Hadramí (segona vegada) 744-745
- Al-Hawthala ibn Suhayl al-Bahilí 745-749
- Al-Mughira ibn Ubayd al-Fazarí 749
- Abd-al-Màlik ibn Mussa ibn Nussayr 750
- Sàlih ibn Alí ibn Abd-Al·lah ibn Abbàs 750-751
- Abu-Awn Abd-al-Màlik ibn Yazid 751-753
- Sàlih ibn Alí ibn Abd-Al·lah ibn Abbàs (segona vegada) 753-755
- Abu-Awn Abd-al-Màlik ibn Yazid (segona vegada) 755-758
- Mussa ibn Kab ibn Uyayna 758-759
- Muhàmmad ibn al-Àixath al-Khuzaí 759-760
- Hamid ibn Qàhtaba 760-762
- Yazid ibn Hàtim al-Muhal·labí 762-768
- Abd-Al·lah ibn Abd-ar-Rahman ibn Muàwiya ibn Hudeig 768-772
- Muhàmmad ibn Abd-ar-Rahman ibn Muàwiya ibn Hudeig 772
- Mussa ibn ulai ibn Rabah al-Lakhmí 772-778
- Issa ibn Luqman al-Gomahi 778-779
- Wàdih (mawla d'Abu-Jàfar) 779
- Al-Mansur ibn Yazid 779
- Yahya ibn Daud al-Huraixí 779-780
- Salim ibn Sawada al-Tamimí 780-781
- Ibrahim ibn Sàlih ibn Abd-Al·lah ibn Abbàs 781-784
- Abd al-Rahman ibn Utba al-Fihri (Ibn Djahdam) 784-785 (Zubàyrida)
- Mussa ibn Mússab al-Khathamí 784-785
- Ussama (Asam) ibn Amr al-Mafirí 785
- Al-Fadl ibn Sàlih ibn Alí al-Abbassí 785-786
- Alí ibn Salman 786-787
- Mussa ibn Issa ibn Mussa 787-789
- Múslima ibn Yahya al-Bagli 789-790
- Muhàmmad ibn Zuhayr al-Azdí 790
- Dàwud ibn Yazid ibn Hàtim al-Muhal·labí 790-791
- Mussa ibn Issa (segona vegada) 791-792
- Ibrahim ibn Sàlih (segona vegada) 792
- Abd-Al·lah ibn al-Mussayyeb ibn Zuhayr ad-Dabbí 792-793
- Ishaq ibn Sulayman 793-794
- Hàrthama ibn Ayan 794-795
- Abd-Al·lah ibn al-Mussayyeb al-Abbassí 795
- Abd-Al·lah ibn al-Mahdí al-Abbassí 795
- Mussa ibn Issa (tercera vegada) 795-796
- Ubayd-Al·lah ibn al-Mahdí al-Abbassí (segona vegada) 796-797
- Abd-al-Màlik Ismaïl ibn Sàlih al-Abbassí 797-798
- Ismaïl ibn Issa al-Abbassí 798
- Al-Layth ibn al-Fadl 798-803
- Ahmad ibn Ismaïl ibn Alí ibn Abd-Al·lah al-Abbassí 803-805
- Abd-Al·lah ibn Muhàmmad al-Abbassí 805-806
- Al-Hussayn ibn Gamil 806-808
- Al-Màlik ibn Dalhem al-Kalbí 808
- Al-Hàssan ibn al-Takhtakh 808-809
- Abd-al-Aziz ibn Abd-ar-Rahman al-Azdí
- Hàtim ibn Hàrthama ibn Ayun 810-811
- Jabr ibn Àixath at-Taí 811-812
- Abbad ibn Muhàmmad ibn Hayyan 812-813
- Al-Múttalib ibn Abd-Al·lah al-Khuzaí 813-814
- Al-Abbàs ibn Mussa ibn Issa al-Abbassí 814
- Al-Múttalib ibn Abd-Al·lah al-Khuzaí 814-815
- As-Serri ibn al-Hàkam 815-816
- Sulayman ibn Ghàlib ibn Jibril al-Baglí 816-817
- Abd-al-Aziz ibn Abd-ar-Rahman al-Azdí, 817 (segona vegada)
- As-Serri ibn al-Hàkam ((segona vegada) 817-820
- Abu-an-Nasr ibn as-Serri 820-822
- Ubayd-Al·lah ibn as-Serri 822-825
- Khàlid ibn Yazid aix-Xibaní 822-826
- Abd-Al·lah ibn Tàhir ibn al-Hussayn 826-827
- vacant 827-829
- Issan ibn Yazid al-Gloudi 829
- Úmar ibn al-Walid 829
- Issan ibn Yazid al-Gloudi (segona vegada) 829-830
- Abd-Waih ibn Gabla 830-831
- Khàydar Nasr ibn Abd-Al·lah 832-834
- Al-Mudhàffar ibn Khàydar 834
- Mussa ibn Abi-l-Abbàs 835-839
- Màlik ibn Khàydar 839-841
- Alí ibn Yahya al-Armaní 841-843
- Issa ibn al-Mansur 843-847
- Hàrthama ibn an-Nadr al-Gabali 848-849
- Hàtim ibn Hàrthama ibn an-Nadr 849
- Alií ibn Yahya al-Armaní (segona vegada) 849-850
- Ishaq ibn Yahya ibn Muazz 850-851
- Khut Abd-al-Waàhid ibn Yahya 851-852
- Ànbassa ibn Ishaq ad-Dabbí 852-856
- Yazid ibn Abd-Al·lah at-Turkí 856-867
- Muzahim ibn Khagan 867-868
- Àhmad ibn Muzah'im ibn Khagan 868
- Azgur at-Turkí 868
- Tulúnides 868-905
- Issa al-Nuixarí 905-910
- Abu-Mansur Tekin 910-915
- Zaka al-Awar 915-919
- Abu-Mansur Tekin (segona vegada) 920-921
- Hilal ibn Badr 921-923
- Àhmad ibn Keghlegh 923-924
- Abu-Mansur Tekin (tercera vegada) 924-933
- Ikhxídides 935-969